# ونگ چونگ تینگ
ونگ چونگ تینگ (انگلیسی: Wong Chun Ting؛ زادهٔ ۷ سپتامبر ۱۹۹۱) یک بازیکن تنیس روی میز اهل جمهوری خلق چین است. 
وی در مسابقات کشوری و بین‌المللی در مجموع برنده ۱ مدال برنز شده‌است.